# كارل كليمنس بوكير
كارل كليمنس بوكير (بالألمانية: Carl Clemens Bücker)‏ (و. 1895 – 1976 م) هو طيار، ومهندس، ومهندس فضاء جوي ألماني، توفي في مولن، عن عمر يناهز 81 عاماً.